# Antony, Cornwall
Antony är en ort och civil parish i Storbritannien.   Den ligger i grevskapet Cornwall och riksdelen England, i den södra delen av landet, 300 km väster om huvudstaden London. Antony ligger 46 meter över havet och antalet invånare är 500.
Terrängen runt Antony är platt. Havet är nära Antony åt sydväst. Runt Antony är det ganska tätbefolkat, med 120 invånare per kvadratkilometer. Närmaste större samhälle är Plymouth, 7,7 km öster om Antony. Trakten runt Antony består i huvudsak av gräsmarker.